# Funció gamma de Hadamard

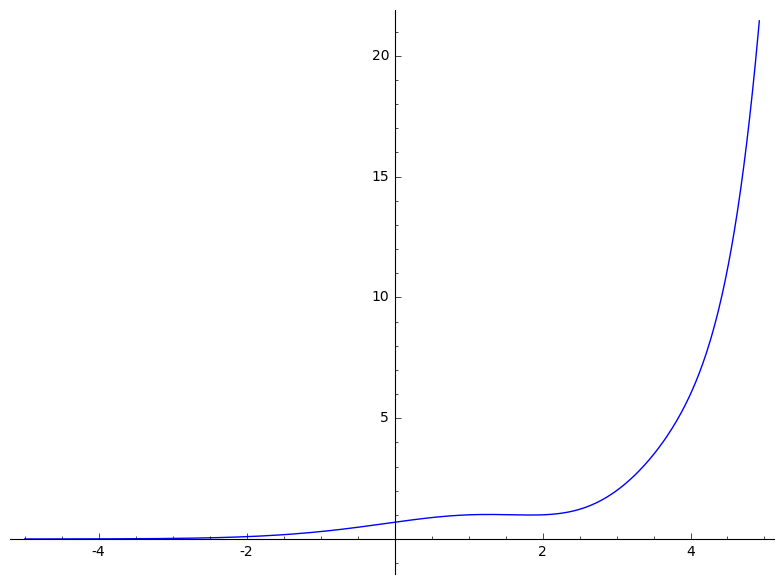
La funció gamma de Hadamard representada sobre una part de l'eix real. A diferència de la funció gamma clàssica, és holomorfa, no hi ha pols

En matemàtiques, la funció gamma de Hadamard, anomenada així en honor del matemàtic francès Jacques Hadamard, és una extensió de la funció factorial, diferent de la funció gamma. Aquesta funció, amb el seu argument desplaçat -1, interpola el factorial i l'amplia als nombres reals i complexos d'una manera diferent a la funció gamma d'Euler.
Es defineix com:
{\displaystyle H(x)={\frac {1}{\Gamma (1-x)}}\,{\dfrac {d}{dx}}\left\{\ln \left({\frac {\Gamma ({\frac {1}{2}}-{\frac {x}{2}})}{\Gamma (1-{\frac {x}{2}})}}\right)\right\}}
on {\displaystyle \Gamma (x)} denota la funció gamma clàssica. Si {\displaystyle n} és un enter positiu, llavors:
{\displaystyle H(n)=(n-1)!.\,}

## Propietats
A diferència de la funció gamma clàssica, la funció gamma de Hadamard {\displaystyle H(x)} és tota una funció, és a dir, no té pols en el seu domini. Compleix l'equació funcional
{\displaystyle H(x+1)=xH(x)+{\frac {1}{\Gamma (1-x)}}}

## Representacions
La funció gamma de Hadamard es pot expressar en termes de funcions de digamma com
{\displaystyle H(x)={\frac {\psi \left(1-{\frac {x}{2}}\right)-\psi \left({\frac {1}{2}}-{\frac {x}{2}}\right)}{2\,\Gamma (1-x)}}}
i és
{\displaystyle H(x)=\Gamma (x)\left[1+{\frac {\sin(\pi x)}{2\pi }}\left\{\psi \left({\dfrac {x}{2}}\right)-\psi \left({\dfrac {x+1}{2}}\right)\right\}\right],}
on {\displaystyle \psi (x)} denota la funció digamma.